# Bão Michael (2018)
Bão Michael là cơn xoáy thuận nhiệt đới mạnh nhất đổ bộ vào Hoa Kỳ kể từ Bão Andrew vào năm 1992 và là bão mạnh nhất đổ bộ vào vùng cán xoong Florida. Đây là cơn bão mạnh thứ ba đổ bộ vào Hoa Kỳ theo áp suất, đứng sau cơn bão Ngày Quốc tế Lao động 1935 và Bão Camille năm 1969, đồng thời là cơn bão mạnh thứ tư đổ bộ vào Hoa Kỳ theo vận tốc gió.

## Lịch sử khí tượng

Biểu đồ sức gió mạnh nhất, tốc độ di chuyển, thời gian đổ bộ và áp suất thấp nhất của bão Michael.

Bão Michael là cơn bão thứ 13 được đặt tên, cơn bão đạt cấp cuồng phong thứ bảy và cơn bão cuồng phong lớn thứ hai của Mùa bão Bắc Đại Tây Dương 2018, Michael phát triển từ một vùng áp thấp rộng ở phía tây Biển Caribe. Vùng nhiễu động này trở thành một áp thấp nhiệt đới vào ngày 7 tháng 10, sau gần một tuần phát triển chậm. Tới ngày hôm sau, Michael đã tăng cường độ thành một cơn bão cuồng phong gần đầu phía tây của Cuba trong khi di chuyển theo hướng bắc. Bão tiếp tục mạnh lên trên Vịnh Mexico, đầu tiên thành một cơn bão cuồng phong lớn vào ngày 9 tháng 10, và tiếp tục đạt bão cấp 4 trên thang bão Saffir–Simpson. Tiến tới vùng cán xoong Florida, Michael đạt vận tốc gió cao nhất ở mức 155 mph (250 km/h) khi đổ bộ đất liền gần Mexico Beach, Florida, vào ngày 10 tháng 10, trở thành cơn bão cấp 4 đầu tiên đổ bộ vào khu vực này, cũng là cơn bão mạnh nhất mùa. Sau khi vào đất liền, bão yếu đi và bắt đầu đi theo hướng đông bắc về phía Vịnh Chesapeake, giảm cường độ xuống còn một cơn bão nhiệt đới trên đất liền Georgia và chuyển thành một xoáy thuận ngoài nhiệt đới trên khu vực các tiểu bang Trung-Đại Tây Dương vào ngày 12 tháng 10, tiếp tục di chuyển về phía đông, sang mùa bão ở châu Âu 2018-19 và đổ bộ vào Bồ Đào Nha ngày 16 tháng 10.

## Tác động
Tới ngày 10 tháng 10, ít nhất 19 người đã thiệt mạng trước và trong bão Michael, bao gồm 13 người ở Trung Mỹ và 6 ở Hoa Kỳ. Thiệt hại ước tính vào khoảng ít nhất 8 triệu USD. Michael trước khi mạnh lên thành bão đã gây ngập lụt nghiêm trọng tại Trung Mỹ khi kết hợp với một vùng nhiễu động nhiệt đới khác ở bên Đông Bắc Thái Bình Dương. Tại Cuba, sức gió của bão khiến hơn 200.000 người bị mất điện khi bão đi qua vùng phía tây hòn đảo. Dọc vùng cán xoong Florida, các thành phố Mexico Beach và Panama City chịu thiệt hại nặng nề nhất do sức gió cực mạnh và sóng bão. Nhiều ngôi nhà bị san phẳng và cây cối đổ khắp vùng. Căn cứ Không quân Tyndall đã ghi nhận mức gió tối đa 129 mph (208 km/h) gần thời điểm bão vào đất liền. Khi đi qua Đông Nam Hoa Kỳ, sức gió mạnh của bão Michael đã gây mất điện diện rộng trên khắp vùng.